# (35318) 1997 BD1
1997 BD1 (asteroide 35318) é um asteroide da cintura principal. Possui uma excentricidade de 0.08026370 e uma inclinação de 14.53410º.
Este asteroide foi descoberto no dia 25 de janeiro de 1997 por Beijing Schmidt CCD Asteroid Program em Xinglong.